# Hố Messel
Hố Messel (tiếng Đức: Grube Messel) là một mỏ đá bỏ hoang nằm gần làng Messel, Darmstadt-Dieburg, bang Hessen, Đức. Nó nằm cách khoảng 35 km về phía đông nam thành phố Frankfurt, từng là nơi khai thác đá phiến dầu. Bởi sự phong phú của các hóa thạch nên nó có ý nghĩa về địa chất học và tầm quan trọng trong việc nghiên cứu khoa học. Sau khi gần như trở thành một bãi rác, trước sự phản kháng mạnh mẽ của người dân địa phương thì kế hoạch này đã bị dừng lại, và Messel trở thành một Di sản thế giới của UNESCO vào ngày 9 tháng 12 năm 1995. Ngày nay, các nghiên cứu khoa học tại hố Messel vẫn đang tiếp tục được nghiên cứu và địa danh đang trở thành một điểm du lịch hấp dẫn du khách.

## Lịch sử
Than nâu và sau đó là đá phiến dầu đã được khai thác một cách mạnh mẽ từ năm 1859. Hố đầu tiên được biết với sự phong phú các hóa thạch được hé mở là vào năm 1900, nhưng quá trình khai quật chính thức được tiến hành là vào khoảng những năm 1970, khi giá dầu sụt giảm mạnh trong cuộc Khủng hoảng dầu mỏ 1973 khiến các mỏ ở đây không mang giá trị kinh tế. Hoạt động khai thác đá phiến dầu thương mại đã chính thức ngừng vào năm 1971, ba năm sau đó là dự án xây dựng nhà máy xi măng tại đây cũng thất bại. Đất đai sau đó được dự định để tạo thành bãi rác nhưng chính quyền bang Hessen đã mua lại tài sản vào năm 1991 để sử dụng cho việc nghiên cứu khoa học.

## Đặc điểm
Bề mặt hiện tại của Messel đã được đào sâu khoảng 60 mét so với nền đất địa phương và rộng khoảng 0,7 km2 (0,27 dặm vuông Anh). Mỏ đá phiến dầu ban đầu được khai thác xuống đến độ sâu 190 mét. Tại đây, 47 triệu năm trước vào Thế Eocen, các hóa thạch được hình thành. Một loạt các hồ nước, bao quanh là những khu rừng rậm nhiệt đới, hệ động thực vật rất đáng kinh ngạc. Khu hồ tại Messel ngày nay rất có thể là điểm trung tâm cho hệ thống thoát nước từ các con sông suối gần đó.